# Earlville, Illinois
Earlville är en stad (city) i LaSalle County i Illinois. Vid 2010 års folkräkning hade Earlville 1 701 invånare.